# Georgios Lassanis

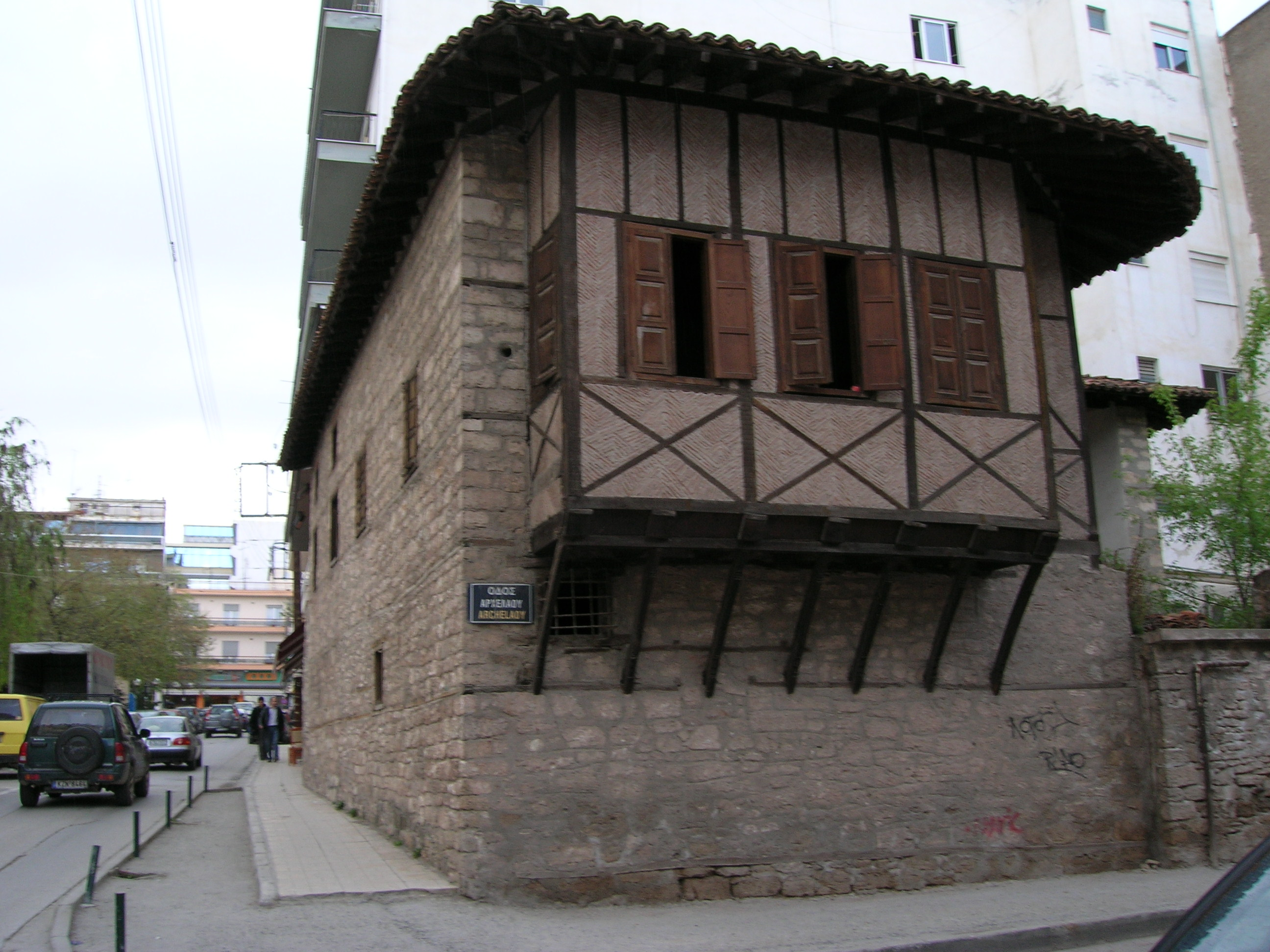
Mansió de Lassanis a Kozani

Georgios Lassanis (en grec: Γεώργιος Λασσάνης) (1793 - 1870) fou un activista polític revolucionari grec, natural del municipi de Kozani.
Va estudiar literatura i filosofia a Leipzig. L'any 1818 es va mudar a Odessa, on va impartir docència a l'escola de negocis de la comunitat grega. A l'Imperi Rus es va convertir en membre de Filikí Eteria, una organització secreta grega. L'any 1820 va abandonar l'ensenyament a Odessa i es va convertir en l'ajudant d'Aléxandros Ypsilantis. Lassanis i Ypsilantis van ser arrestats per les autoritats austríaques i se'ls va mantenir tancats en confinament durant set anys a Terezín. L'any 1827 van ser posats en llibertat per la insistència de l'emperador Nicolau I de Rússia. Després de la mort d'Ypsilantis, Lassanis va tornar a Grècia, on va participar en l'alçament revolucionari amb Dimítrios Ypsilantis. Després de l'establiment del primer estat grec, es va convertir en inspector general de l'exèrcit de l'est de Grècia, i el 1837 es va convertir en ministre de Finances. Va morir l'any 1870.
La mansió de Georgios Lassanis es conserva en un barri de Kozani, que porta el seu nom (Plateia Lassani), i s'utilitza com la cartoteca municipal. En el seu honor, el municipi de Kozani celebra, anualment al mes d'agost, el Lassaneia Festival, una festa amb teatre, concerts i esdeveniments esportius.